# Metro Bratislava
Die Metro Bratislava (slowakisch Bratislavské metro) sollte in Bratislava (Slowakei) gebaut werden. Das Vorhaben kam 1990 kurz nach Beginn der Bauarbeiten zum Erliegen und wurde trotz mehrerer Versuche nie wieder gestartet.

## Geschichte

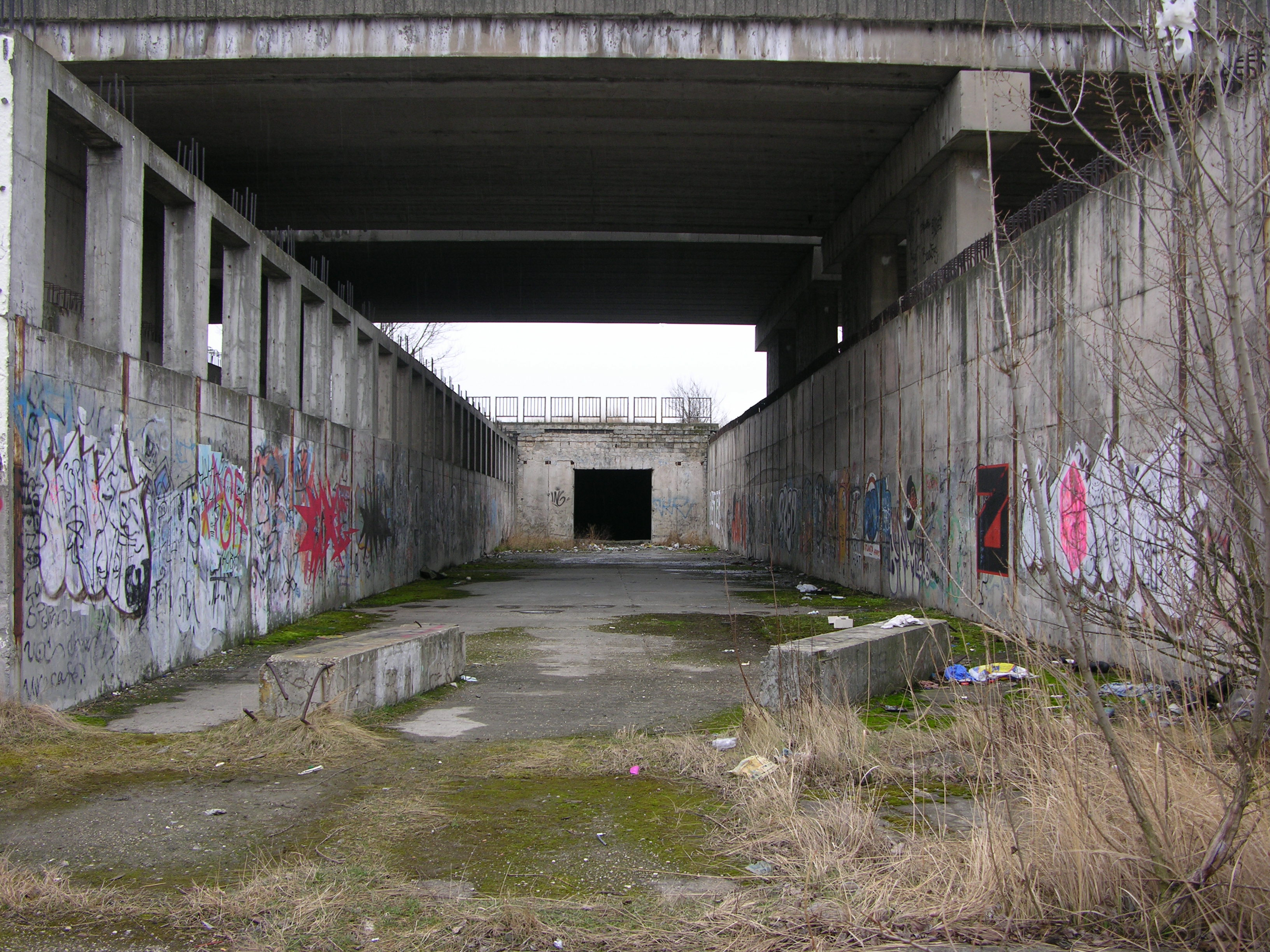
Bauruine des Depots der Metro Bratislava in Janíkov dvor

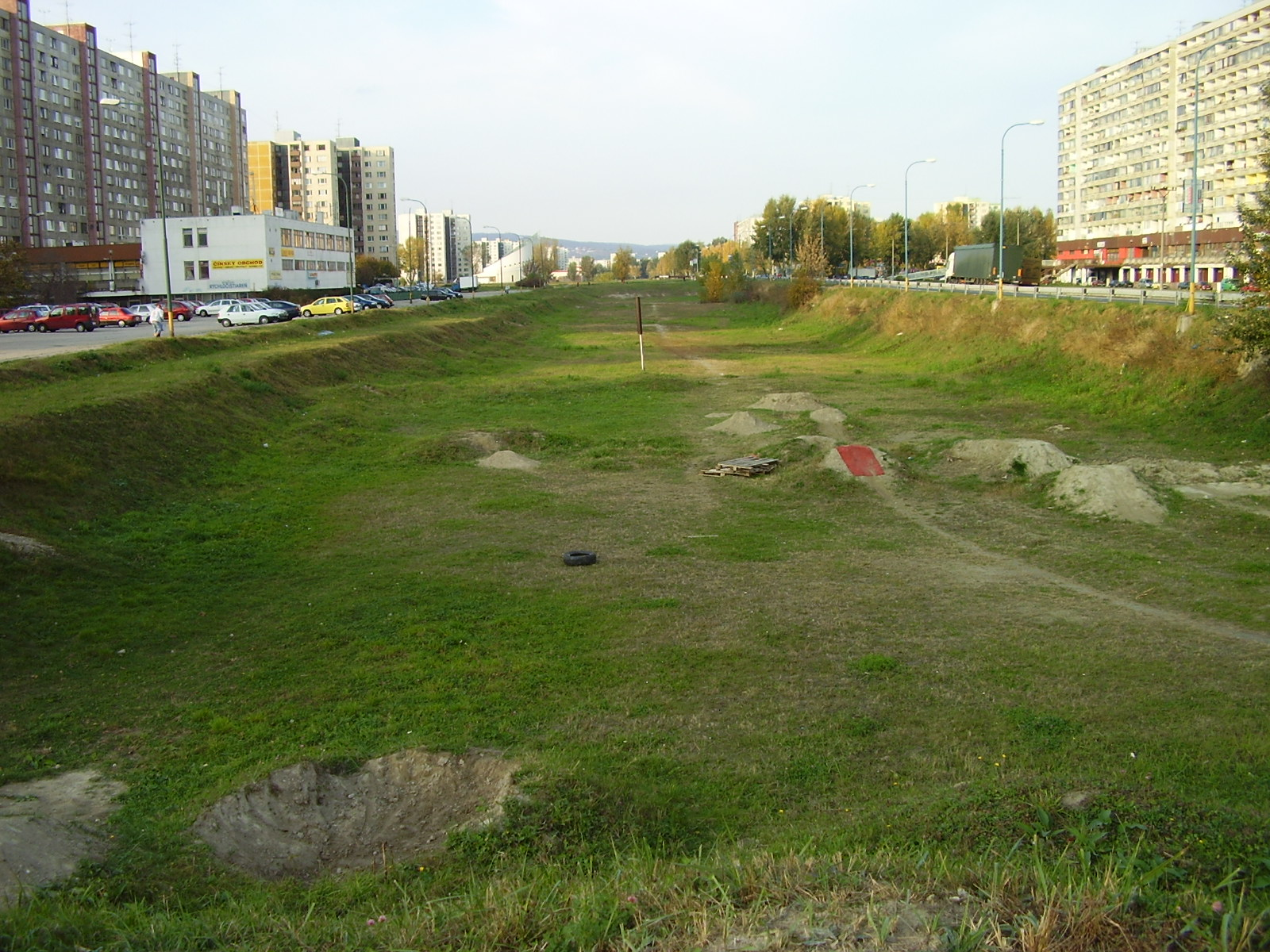
Unvollendete Erdarbeiten bei der geplanten Station Lúky sever, Situation vor dem Bau der Straßenbahn

Planungen für ein U-Bahn-Netz der Stadt Bratislava, damals offiziell als Schnellbahn Bratislava (slowakisch Bratislavská rýchlodráha) bezeichnet, reichen bis in die 1970er Jahre zurück. Kurz nach der Eröffnung der ersten Teilstrecke der Metro Prag im Jahr 1974 wurden ehrgeizige Pläne ausgearbeitet, die neben dem damaligen Stadtgebiet auch mit Anbindung der auszubauenden Vorstädte wie Stupava, Pezinok, Modra und Senec rechnete und im Endausbau eine Länge von 107 Kilometer aufweisen sollten. Die Planungen sahen drei Linien vor: Linie A von Stupava über Stadtzentrum und nach Pezinok und Modra, Linie B von den südlichen Vorstädten über Stadtzentrum nach Podunajské Biskupice und Linie C von Ružinov nach Senec.
Letztendlich entschied sich man für eine bescheidenere Version mit zwei Linien, 45 Stationen und einer Gesamtlänge von 42 Kilometer und nur innerhalb der Stadtgrenzen Bratislavas. Die Linie A sollte vom Stadtteil Devínska Nová Ves im Nordwesten Bratislavas über das heutige Volkswagenwerk (damals Automobilwerke Bratislava) und die Innenstadt bis zum Stadtteil Rača führen. Die Linie B sollte von Petržalka im Süden über die Innenstadt bis zum Stadtteil Ružinov führen. Vorgesehene Umsteigestationen waren Prior am Platz Kamenné námestie und Námestie Františka Zupku (heute Trnavské mýto).
Noch vor dem Bau der U-Bahn begann im Herbst 1983 der Bau einer „temporären Schnellbahn“ von Petržalka bei der heutigen Haltestelle Farského bis zum Busbahnhof Mlynské nivy, die bis zur Vollendung des betroffenen Metroteilstücks die Anbindung Petržalkas gewährleisten sollte. Nicht ganze drei Jahre später wurde der Bau eingestellt, es blieben nur einige unvollendete Bauobjekte.
Die erste Ausbaustufe sah das Teilstück der Linie B zwischen den Stationen Lúky juh im Ortsteil Janíkov dvor (zusammen mit einem Depot) und Dunaj (später Pribinova) vor, mit geplanter Fertigstellung im Jahr 1997. Später sollte eine Verlängerung bis zum Hauptbahnhof folgen. Mit dem Bau wurde 1988 begonnen, wovon ein heute verschollener Grundstein zeugte. Für die erste Teilstrecke zwischen Lúky juh und Dunaj waren 7 Mrd. Kčs veranschlagt; als die tschechoslowakische Regierung aber nur 5 Mrd. Kčs zur Verfügung gestellt hatte, änderte man das Projekt, indem auf einigen Stationen Seiten- statt Inselbahnsteige und gemeinsame statt getrennte, zudem näher dem Boden geführte Tunnel errichtet werden sollten. Die erste Teilstrecke sollte bis 1997 fertiggestellt worden sein, die Verlängerung zum Hauptbahnhof gegen 2000. Die Gesamtkosten sollten sich auf ungefähr 12 Mrd. Kčs beliefern. Als Triebwagen waren Metrowagonmasch 81-717/714 vorgesehen.
Als es kurz darauf in der damaligen Tschechoslowakei zur Samtenen Revolution kam, fehlte einerseits das Geld für den Weiterbau der U-Bahn, andererseits stoppte im Mai 1990 der damalige Nationalstadtausschuss den Bau  und wollte stattdessen das VAL-System des französischen Herstellers Matra einzusetzen, was aber eine komplette Umplanung erforderlich gemacht hatte. Es wurde ein neues Gesamtprojekt mit ebenfalls zwei Linien, jedoch nur 35 Stationen auf einer Länge von 32 Kilometer vorgestellt, die geplanten Verbindungen nach Devínska Nová Ves und Rača entfielen. Zu diesem Zweck gründete die Stadt im Jahr 1997 die Planungsgesellschaft Metro, a. s. Allerdings verweigerten Regierungen von Vladimír Mečiar staatliche Garantien, es traten auch Streitigkeiten mit möglichen Lieferunternehmen auf, die zum Scheitern des VAL-Projekts führten. Zur Zeit der ersten Regierung von Mikuláš Dzurinda erwog man, die Metro durch Deblockierung der Schulden Russlands zu finanzieren, für diese waren aber erneut russische Triebwagen vorgesehen. Für diesen Metrobau zeigte sich das russische Staatsunternehmen Metrostroi interessiert. 2003 scheiterte aus Finanzgründen auch dieses Projekt, stattdessen konzentriert sich die Stadt auf einen Ausbau des Straßenbahn- und Schienennetzes.
Auf der ungefähr gleichen Trasse wie die der geplant gewesenen Linie B in Petržalka wurde eine Straßenbahnlinie vorgesehen. Die erste Phase vom Platz Šafárikovo námestie bis zur Haltestelle Jungmannova über den Neubau der Alten Brücke wurde von 2013 bis 2016 gebaut und am 8. Juli 2016 eröffnet. Der Bau der zweiten Phase bis zur Endhaltestelle Južné mesto begann im Herbst 2021 und wurde nach mehreren Verzögerungen im Juli 2025 in Betrieb genommen.
Aus dem Metrobau 1988–1990 verblieb der Torso des Depots im Ortsteil Janíkov dvor sowie Erdarbeiten bei der geplanten Station Lúky sever. Die Bauruine des Depots wurde 2019 teilweise abgerissen, um Platz für Ingenieurnetze für das Bauprojekt Južné mesto zu schaffen.